# 황금광 시대

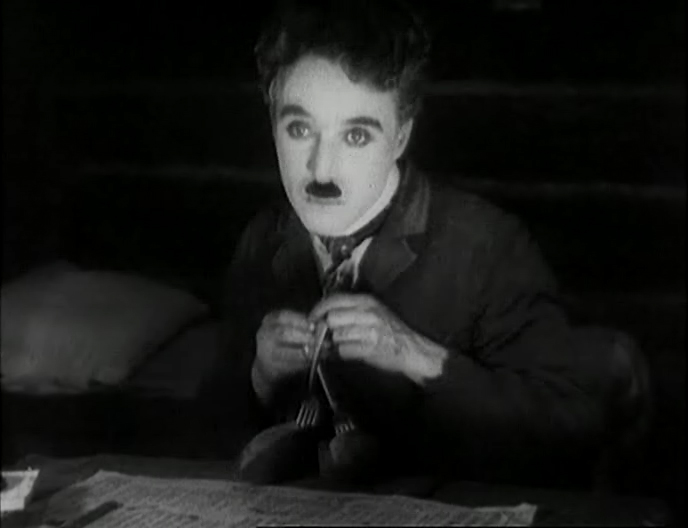

《황금광 시대》(The Gold Rush)는 1925년에 개봉한 찰리 채플린이 감독, 제작, 각본, 주연을 맡은 무성 코미디 영화이다. 이 영화에서는 조지아 헤일과 맥 스웨인, 톰 머레이가 출연하였다. 채플린은 말년에 이 영화가 가장 기억에 남는다고 밝혔다.

## 줄거리

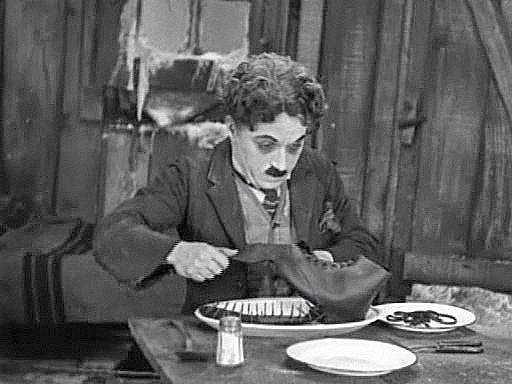
신발을 먹는 장면

방랑자 (찰리 채플린)는 클론다이크 황금광시대 때 황금을 찾기 위해 유콘으로 가게 된다. 눈바람이 거세서 방랑자는 살인범 블랙 라슨 (톰 머레이)과 또다른 탐광꾼인 빅 짐 (맥 스웨인)과 함께 오두막에 갇히게 된다. 먹을 것을 찾기 위해 블랙 라슨은 나가게 되고 남은 두 명은 구두를 먹고 빅 짐이 방랑자를 닭으로 오인하는 소동 끝에 곰을 사냥해 끼니를 때우게 된다. 빅 짐은 원래 자신의 금을 블랙 라슨이 차지하려는 것을 본 후 그와 싸우다 기절한다. 라슨은 금을 가지고 도망가다 산사태가 일어나면서 죽게 된다.
한편 방랑자는 산에서 마을로 내려오는데 댄스홀에서 조지아 (조지아 헤일)를 만나고 사랑하게 된다. 길거리에서 쓰러진 척을 하면서 행크 커티스 (헨리 버그만)의 집에서 하숙하게 된 방랑자는 행크 커티스가 북극으로 가면서 집을 관리하게 되었다. 방랑자는 새해 전야에 조지아와 그녀의 친구들을 초대하나 조지아는 오지 않고 뒤늦게 집에 온 조지아는 자신을 사랑하였음을 알게 되나 방랑자는 집을 떠나게 된다.
한편 기절한 후 기억을 잃은 빅 짐은 우연히 방랑자를 만나고 자신과 방랑자가 있었던 오두막의 위치를 찾아주면 금을 나누겠다고 한다. 다시 오두막에 도착한 둘은 오두막이 눈바람에 의해 낭떠러지로 옮겨지면서 죽을 위기를 겪은 끝에 금을 발견하고 부자가 된다. 고향으로 가는 배에서 빅 짐과 방랑자는 기자들과 인터뷰를 하게 되는데 방랑자는 조지아를 만나고 둘은 갑판에서 키스를 한다.

## 캐스팅
- 찰리 채플린 - 리틀 트램프
- 조지아 헤일 - 조지아
- 맥 스웨인 - 빅 짐 멕케이
- 톰 머레이 - 블랙 라슨
- 맬컴 웨이트 - 잭 캐머런
- 헨리 버그먼 - 행크 커티스

## 수상

### 미국 영화 연구소선정
- AFI 선정 100대 영화 - 74위
- AFI 선정 100대 코미디 영화 - 25위
- AFI 선정 100대 영화 (재선정) - 58위

## 같이 보기
- 찰리 채플린의 영화 목록